# Condado de Sheridan (Nebraska)
El condado de Sheridan (en inglés: Sheridan County), fundado en 1885 y con su nombre en honor al general Philip H. Sheridan, es un condado del estado estadounidense de Nebraska. En el año 2000 tenía una población de 6.198 habitantes con una densidad de población de una persona por km². La sede del condado es Rushville aunque la ciudad más grande es Gordon.

## Geografía
Según la oficina del censo el condado tiene una superficie total de 6397 km² (2469,9 mi²), de los que 6322 km² (2440,9 mi²) son tierra y 75 km² (29,0 mi²) (1,17%) son agua.

### Condados adyacentes
- Condado de Shannon - norte
- Condado de Cherry - este
- Condado de Grant - sureste
- Condado de Garden - sur
- Condado de Morrill - suroeste
- Condado de Dawes - oeste
- Condado de Box Butte - oeste

## Demografía
Según el censo del 2000 la renta per cápita media de los habitantes del condado era de 29.484 dólares y el ingreso medio de una familia era de 35.167 dólares. En el año 2000 los hombres tenían unos ingresos anuales 21.892 dólares frente a los 18.423 dólares que percibían las mujeres. El ingreso por habitante era de 14.844 dólares y alrededor de un 13,20% de la población estaba bajo el umbral de pobreza nacional.

## Ciudades y pueblos
Las principales ciudades son:
- Gordon
- Rushville
- Clinton
- Hay Springs